# Hockey Club de Reims
Die Flammes Bleues de Reims (offizieller Name: Hockey Club de Reims) waren eine französische Eishockeymannschaft aus Reims. 

## Geschichte
Der Verein wurde 1969 gegründet. Ab der Saison 1989/90 spielte die Mannschaft durchgehend in der höchsten französischen Eishockeyspielklasse. Den französischen Meistertitel konnte das Team in den Spielzeiten 1999/00 und 2001/02 gewinnen. Im Anschluss an den Titelgewinn 2002 ging die Mannschaft in Konkurs und es wurde der Nachfolgeverein Reims Champagne Hockey gegründet. 

## Bekannte ehemalige Spieler
- Wladimir Kowin
- Jari Grönstrand
- Ari Haanpää
- François Rozenthal
- Maurice Rozenthal